# Койне
Койне (на гръцки: Ελληνιστική Κοινή) е популярната форма на гръцкия, която възниква в посткласическата античност (ок. 300 пр.н.е. – 300 г.). Други имена са също александрийски, хеменически и т.н. за разлика от атическия диалект. Койнето е служило като лингва франка за източното Средиземноморие и Близкия изток в древността по време на римския период.
В литературно отношение, койне е изразното средство за много от текстовете на посткласическата гръцка литература и наука, като работите на Плутарх и Полибий. Койне е също езикът на християнския Нов завет, на Септуагинта (гръцки превод на Еврейската Библия от III век пр.н.е.) и на повечето от раннохристиянските теологични текстове на известните като отци на Църквата раннохристиянски теолози и писатели. В този контекст обикновеният гръцки, или койне, е също известен като „библейски гръцки“ или „новозаветен гръцки“.

## Развитие
Койне (Κοινὴ) е възникнал от смесването на различни диалекти (атически, дорийски и йонийски) благодарение на продължилите дълги години войни и сражения на Александър Македонски и неговите диадохи, войските на които били събирани от различни региони на Гърция, Епир, Македония, Тракия, Мала Азия, Сирия, Мидия, Персия и Египет. Поради голямото политическо и културно значение на Атина през Vl в. и V в. пр.н.е. атическият диалект е бил основа за койне, който възниква през последната четвърт на IV в. пр.н.е.
Голямото териториално разширение на т.нар. Македонска империя под управлението на Александър Велики е направило гръцкия общ език за общуване в Южна Европа, както в Сирия и Палестина, така и стигайки до Египет (династията Птолемеи). Значението на диалекта койне не се е изгубило дори при широкото разпространение на латинския език от римляните. Все пак, около началото на новата ера диалектът койне започва да търпи известни фонетични промени в различните региони на Империята. По времето на Диоклетиан и Константин Велики дори самата дума Κοινὴ вече отдавна се произнася кини, вместо койне.
Всичките тези фонетични особености налагат постепенното трансформиране на кини в Ρωμαϊκή γλώσσα (ромайки глосса = „римски език“ или Ρωμαίικη = ромейки, т.е. [езикът] на римляните). Изключително популярният в Империята ромейки (т.е. средновековният гръцки език, познат на съвременните езиковеди и историци като „византийски“), в значителна степен е повлиян морфологично и лексикално от латинския език и е говорен в продължение на около тринадесет века. Така се е създала основата за развитието на гръцкия език в Средновековния период и Съвременна Гърция.
Койне (кини) се числи към древногръцкия, но се различава значително от класическия гръцки на Софокъл и Платон и съществено се различава от езика на Омир в Илиада и Одисея. Разликата е най-вече в опростената граматика и езиковия стил.